# 波斯谷湖
波斯谷湖（德語：Bostalsee）位于萨尔州北部，是一个人工湖，于1979年投产修建。大坝全长共500（1,600英尺）。完全用于休闲旅游，没有水力发电功能。

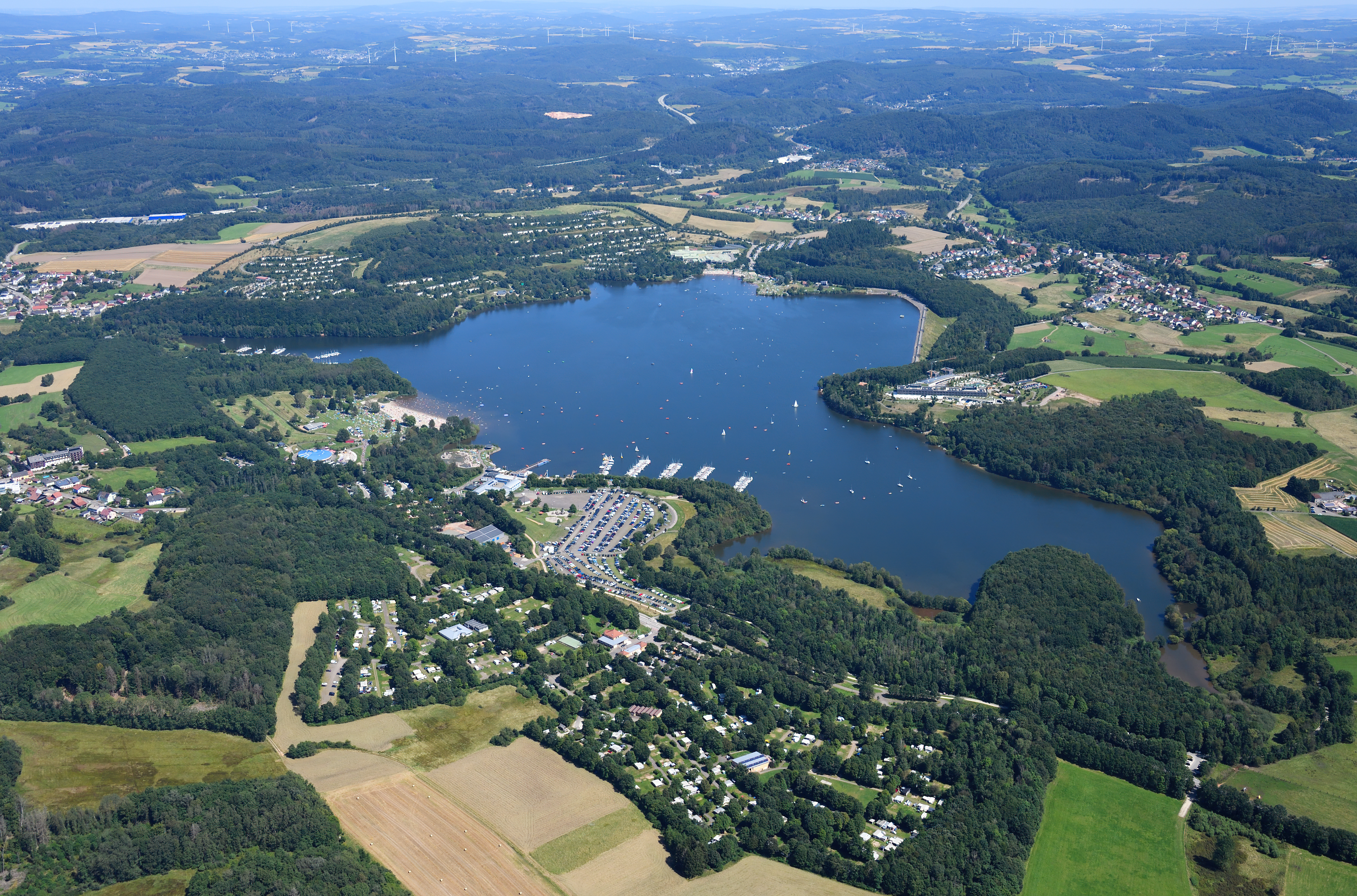
Bostalsee全貌

## 组建
早在1970年初，当时的圣温德尔区的区长就启动了这项旅游工程。以后由萨尔州州长Werner Zeyer接管。长期目标是，加强圣温德尔的地区的旅游基础设施，实现游客数量的增加。通过这块新增的水域，给周边的娱乐设施增添新项目，同时还能改善周围的生态环境。

## 基本数据
湖表面面积1.2平方（13平方英尺），800万立方米水量，最大水深为18（59英尺），海拔约400（1,300英尺）。位于萨尔-洪斯吕克自然公园里，东经：49°34'，北纬：7°4'。是德国西南部最大的供休闲的湖。湖周边的村庄 Bosen, Eckelhausen,Gonnesweiler und Neunkirchen/Nahe im Landkreis Sankt Wendel都由波斯谷湖休闲中心管理。湖水来自Bos 和 der Dämelbach
大坝顶部建有防洪设施。通常水位维持在海拔400米，最高达401米，涨潮时可达401.75米。从2007年10月起开始对大坝进行规模维修。2009年3月又开始对外开放。

## 环境-基础设施
沿着湖边修建有6.8公里长的步行道和7.2公里长的自行车道，该休闲中心的娱乐项目有：露营，帆船，钓鱼，冲浪，划水，划船，滑冰，沙滩排球和沙滩浴。摩托艇被禁止（一些电动船和的水上救援机动船除外）。该湖是在圣 温德尔镇附近街头雕塑处。
建于1979年“Bosaarium”浴场于2004年改建成的一个活动大厅。自从2011年11月26日起作为室内游乐场使用。
假日公园（Ferienpark）:
法国公司 Pierre et Vacances和其子公司 Center Parcs一起和其他投资者合作，在Gonnesweiler和Eckelshausen镇之间的湖边修建许多假日公园。2011年的春天，假日公园开始动工，并取名为：波斯谷湖休闲娱乐中心。该园于2013年7月开业，由六个自然村、500个度假屋和一个具热带风光的中央热水浴场组成。.到目前为止，这个工程是德国西南部最大的旅游建设项目，投资大约130万欧元.，萨尔州和私营伙伴预付了部分资金。该娱乐中心总共提供了约300个就业机会，通过与就业者签订长期租赁协议收回修建成本。